# Howard (Wisconsin)
Howard is een plaats (village) in de Amerikaanse staat Wisconsin, en valt bestuurlijk gezien onder Brown County en Outagamie County.

## Demografie
Bij de volkstelling in 2000 werd het aantal inwoners vastgesteld op 13.546. In 2006 is het aantal inwoners door het United States Census Bureau geschat op 16.219, een stijging van 2673 (19,7%).

## Geografie
Volgens het United States Census Bureau beslaat de plaats een oppervlakte van 59,5 km², waarvan 46,6 km² land en 12,9 km² water.

## Plaatsen in de nabije omgeving
De onderstaande figuur toont nabijgelegen plaatsen in een straal van 16 km rond Howard.